# 佩尔修斯·卡尔斯特罗姆
佩尔修斯·卡尔斯特罗姆（瑞典語：Perseus Karlström，1990年5月2日—）是一名瑞典男子竞走运动员。他参加了2013年世界田径锦标赛20公里竞走项目。他也参加了2015年世界田径锦标赛20公里竞走项目，但没有完成比赛。2019年世界田径锦标赛，他获得20公里竞走项目的铜牌。